# Bonneval (Haute-Loire)
 Bonneval (okzitanisch Bonaval) ist eine französische Gemeinde mit 91 Einwohnern (Stand 1. Januar 2022) im Département Haute-Loire in der Region Auvergne-Rhône-Alpes (vor 2016 Auvergne). Sie gehört zum Arrondissement Brioude sund zum Kanton Plateau du Haut-Velay granitique. 

## Geographie
Die Gemeinde Bonneval liegt im Zentralmassiv im Regionalen Naturpark Livradois-Forez, etwa 32 Kilometer nordnordwestlich von Le Puy-en-Velay.

### Nachbargemeinden
Umgeben wird Bonneval von den Nachbargemeinden Malvières im Norden, Saint-Victor-sur-Arlanc im Nordosten, Jullianges im Osten, Félines im Südosten und Süden, Sembadel im Süden und Südwesten sowie La Chaise-Dieu im Westen.

## Bevölkerungsentwicklung
| Jahr                       | 1962 | 1968 | 1975 | 1982 | 1990 | 1999 | 2011 | 2020 |
| Einwohner                  | 118  | 123  | 124  | 122  | 109  | 105  | 81   | 76   |
| Quellen: Cassini und INSEE |      |      |      |      |      |      |      |      |

## Sehenswürdigkeiten

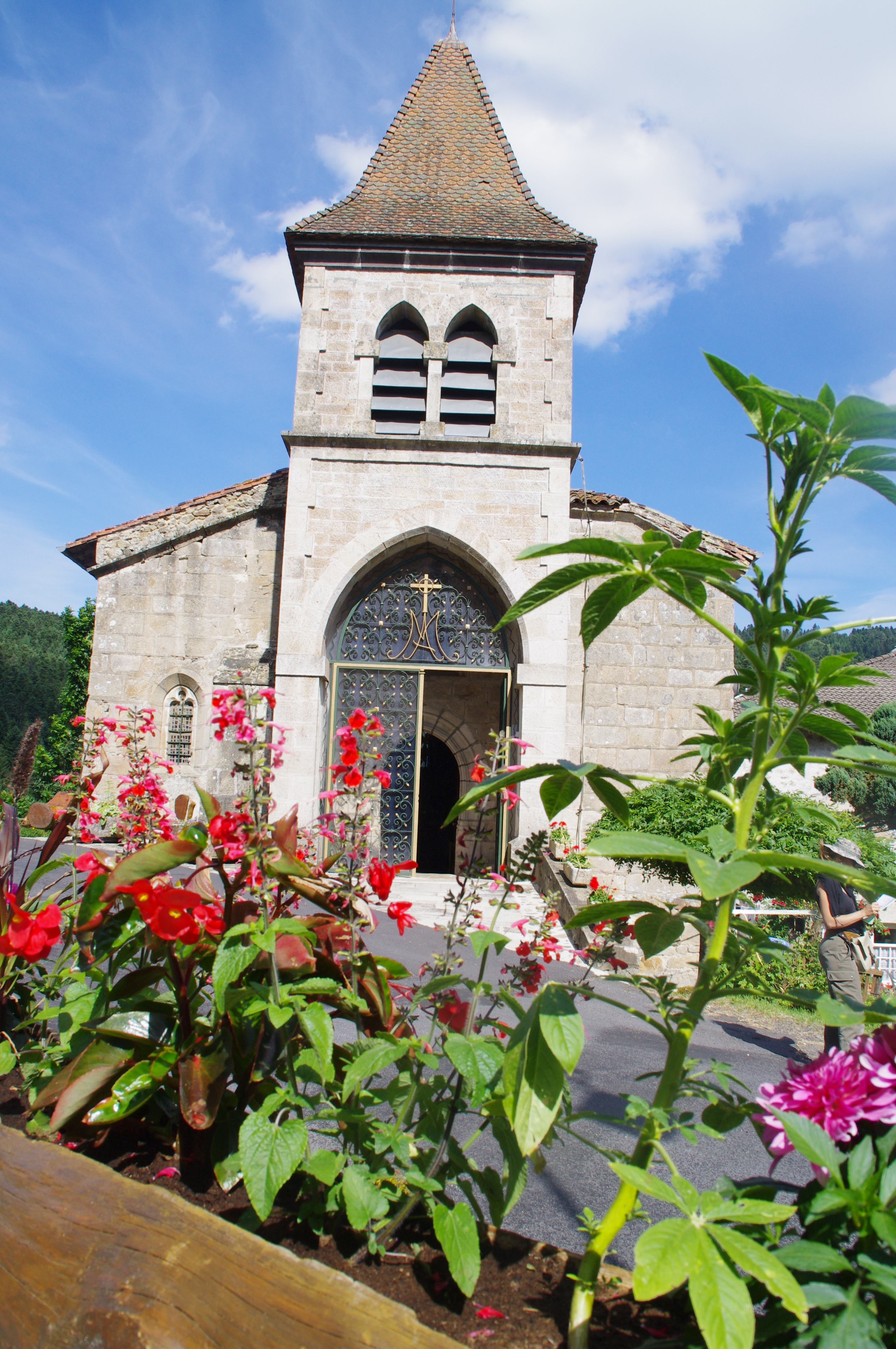
Kirche Sainte-Eugénie

- Kirche Sainte-Eugénie